# Röntgenbildverstärker
Ein Röntgenbildverstärker (RBV) ist ein Bildwandler für Röntgenstrahlen.
Ein RBV erzeugt in Echtzeit ein Bild, welches auf einem Monitor angezeigt wird.
Er besteht aus einem kalottenförmigen Eingangsschirm, drei bis fünf Elektroden und dem kleineren Ausgangsschirm. Am Eingangsschirm befindet sich ein Szintillator, der bei Eintritt der Röntgenstrahlung Licht erzeugt. Direkt dahinter ist eine Photokathode aufgedampft, an der Elektronen vom eintreffenden Licht freigesetzt werden. Die freien Elektronen werden im elektrischen Feld zwischen Kathode und Anode zur Anode hin beschleunigt. Die Elektroden bilden ein weiteres elektrisches Feld, mit dem man den Weg der Elektronen steuern kann (siehe Elektronenoptik). Vor dem Ausgangsschirm ist wieder ein Szintillator, der die Elektronen sichtbar macht. Es entsteht ein leuchtendes, grünes, auf dem Kopf stehendes Röntgenbild. Meistens wird an den Ausgangsschirm noch eine Optik und eine CCD-Kamera montiert, um das Bild auf dem Bildschirm betrachten zu können.